# Bicicas
Bicicas es el servicio de alquiler de bicicletas públicas de la ciudad de Castellón, implantado en enero de 2008, promovido y gestionado por el Ayuntamiento dentro del Plan de Movilidad Urbana Sostenible 2007-2015, desarrollado por el Instituto Tecnológico de Castilla y León (ITCL), que también desarrolló en 2006 el mismo servicio en Burgos.

## Horario y funcionamiento
El servicio Bicicas funciona de lunes a domingo, actualmente 24 horas excepto en festivos nacionales, regionales y locales.
Dentro de ese horario, el máximo de utilización de la bicicleta es de «2 horas», entre que se extrae de la base y se vuelve a dejar. Una vez cumplido ese tiempo, se debe depositar en una base, y esperar un mínimo de 1 minuto para poder extraer de nuevo otra bicicleta.

## Tarifas
Desde su puesta en marcha en enero de 2008 hasta diciembre de 2011, el servicio se prestaba de forma gratuita, únicamente teniendo que pagar 5€ en concepto de fianza y alquiler de faro, que podían ser reembolsados en el momento de darse de baja.
A partir de enero de 2012, el servicio pasó a ser de pago, con la aplicación de las siguientes tarifas:
| Tipo de abono      | Precio sin IVA | Precio con IVA (21%) |
| ------------------ | -------------- | -------------------- |
| Tarjeta semanal    | 6 €            | 7,26 €               |
| Tarjeta mensual    | 10 €           | 12,10 €              |
| Tarjeta trimestral | 20 €           | 24,20 €              |
| Tarjeta anual      | 30 €           | 29,04 €              |

## Estaciones y bicicletas
En el momento de la inauguración, el servicio Bicicas contaba con 140 bicicletas repartidas en 6 estaciones, ubicadas en los puntos más estratégicos de la ciudad: Universitat Jaume I y la estación de trenes por el oeste, la plaza Pescadería en el centro, el Hospital General en el norte, la plaza de la Libertad al sur y la tenencia de alcaldía del Grau en el distrimo marítimo.
A lo largo de los años el servicio se ha ido ampliando hasta llegar a las 265 bicicletas aproximadamente y 50 estaciones, repartidas a lo largo y ancho de la ciudad.
Las estaciones tienen diferentes tamaños, en función de la demanda de cada zona, todas ellas entre 14 y 28 anclajes, pudiendo saber en todo momento el estado de cada una a través de la web y a través de varias aplicaciones para varias plataformas móviles.

## Publicidad
A partir de 2013, el servicio Bicicas incluye publicidad privada en los elementos que lo componen (bicicletas y bases), con la que el Ayuntamiento pretende aumentar sus ingresos por la prestación del servicio.